# Dragó de platja
El dragó de platja o cabot amb banyes (Callionymus risso) és una espècie de peix de la família dels cal·lionímids i de l'ordre dels cipriniformes que es troba al nord de la Mediterrània (des de Gibraltar fins a Israel, incloent-hi la mar Adriàtica, la mar Egea i l'oest i el nord de la mar Negra). També a Algèria i a Tunísia.